# Dora Hitz
Dora Hitz (Altdorf bei Nürnberg, 30 marzo 1856 – Berlino, 20 novembre 1924) è stata una pittrice tedesca.
Fu pittrice di corte della famiglia reale rumena e cofondatrice dell'associazione Secessione di Berlino.

## Biografia
Dora Hitz nacque in un ambiente della media borghesia tedesca di Altdorf. Quando aveva sei anni tutta la famiglia si trasferì ad Ansbach e quando ne ebbe tredici fu mandata a Monaco a studiare arte nella scuola per giovinette "Damenmalschule der Frau Staatsrat Weber", dove fu allieva di Wilhelm von Lindenschmit der Jüngere. In occasione della Mostra d'Arte e Industria del 1876, Dora fece la conoscenza di Elisabetta di Wied, principessa, poi regina consorte della Romania (forse più nota col suo pseudonimo di scrittrice: Carmen Sylva) che apprezzò il suo talento e i suoi modi al punto di nominarla pittrice di Corte. Dora, in tale ruolo, dipinse diverse tele, illustrazioni di libri e anche affreschi nella Music Hall del Peleș Castle di Sinaia.
Dopo il 1880, lasciò la Germania e si trasferì a Parigi, dove visse e dove studiò con Luc-Olivier Merson, Gustave Courtois, Jean-Joseph Benjamin-Constant e Eugène Carrière. Fu quest'ultimo, però, ad avere la maggiore influenza stilistica sulla sua arte. Dora trascorse poi il biennio 1886/87 in Romania, per poi ritornare a Parigi, dove strinse amicizia con Eugen Jettel e Hermann Bahr.
 
Ella viaggiò molto in quel periodo, visitando e soggiornando in Bretagna e in Normandia e nel 1890 entrò a far parte della "Société des Artistes Français", e quindi della "Società nazionale di Belle Arti". Pertanto, a partire dal 1892, partecipò con regolarità alle esposizioni del Salon.
Nonostante i successi parigini, nel 1892 Dora si recò a Berlino e si unì alla "Vereins Berliner Künstlerinnen und Kunstfreundinnen" (un'associazione di donne artiste) che le consentì di accedere ai clienti dell'alta borghesia berlinese che le commissionarono diversi ritratti.
 
In occasione della World's Columbian Exposition del 1893 espose i suoi lavori alla "Woman's Building" di Chicago. Inoltre, nel 1894, fondò una scuola d'arte femminile, che le procurò l'amicizia di Käthe Kollwitz.
Nel 1898 fu tra i fondatori dell'associazione Secessione di Berlino e nel 1906 vinse il premio Villa Romana, che includeva una somma da spendersi per un soggiorno di un anno a Firenze.

Durante la prima guerra mondiale, però, Dora conobbe una serie di difficoltà finanziarie, fu preda di diversi malanni e, gradualmente, si isolò del tutto.
Dora Hitz si spense a Berlino all'età di 68 anni, nel novembre del 1924.

È citata nel testo Women Painters of the World sulle donne pittrici più in vista della sua epoca.
"Dora Hitz fu una pittrice palesemente post-impressionista, ma con frequenti ritorni alla tecnica e all'impostazione impressionista e una non rara propensione al simbolismo. Nelle sue scene di esterni compare la pennellata di Cézanne nel trattamento di ombra-luce". (da: René Huyghe e Hans Vollmer, opp. cit.)

## Galleria d'immagini
Ritratti

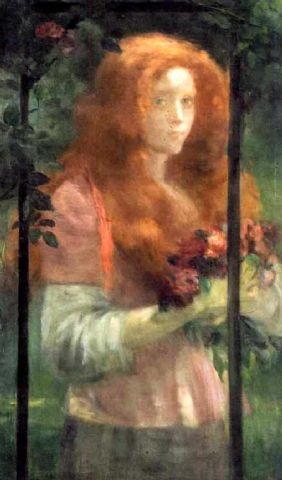
Crepuscolo
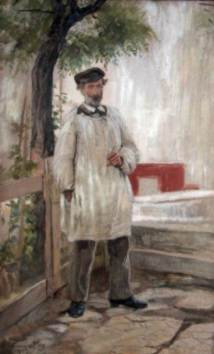
Ritratto del pittore Edmond Aman-Jean
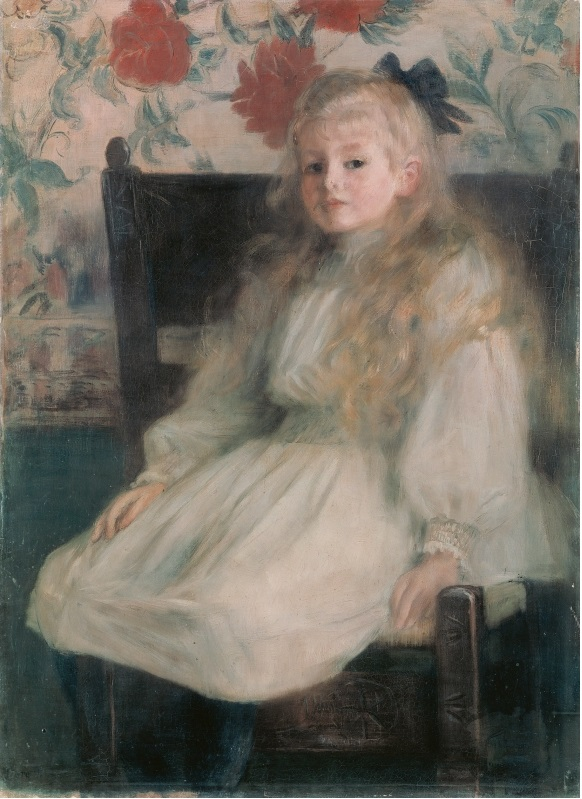
Ritratto di giovinetta
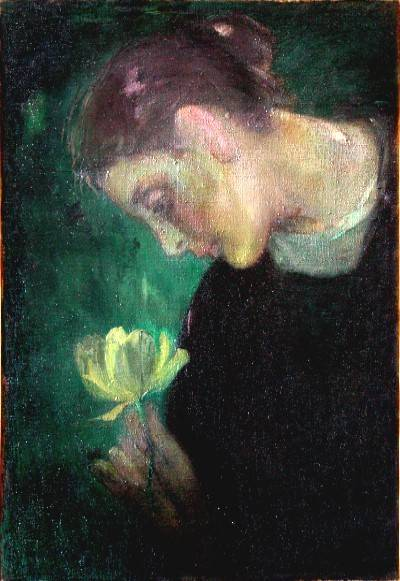
Il Cavolfiore
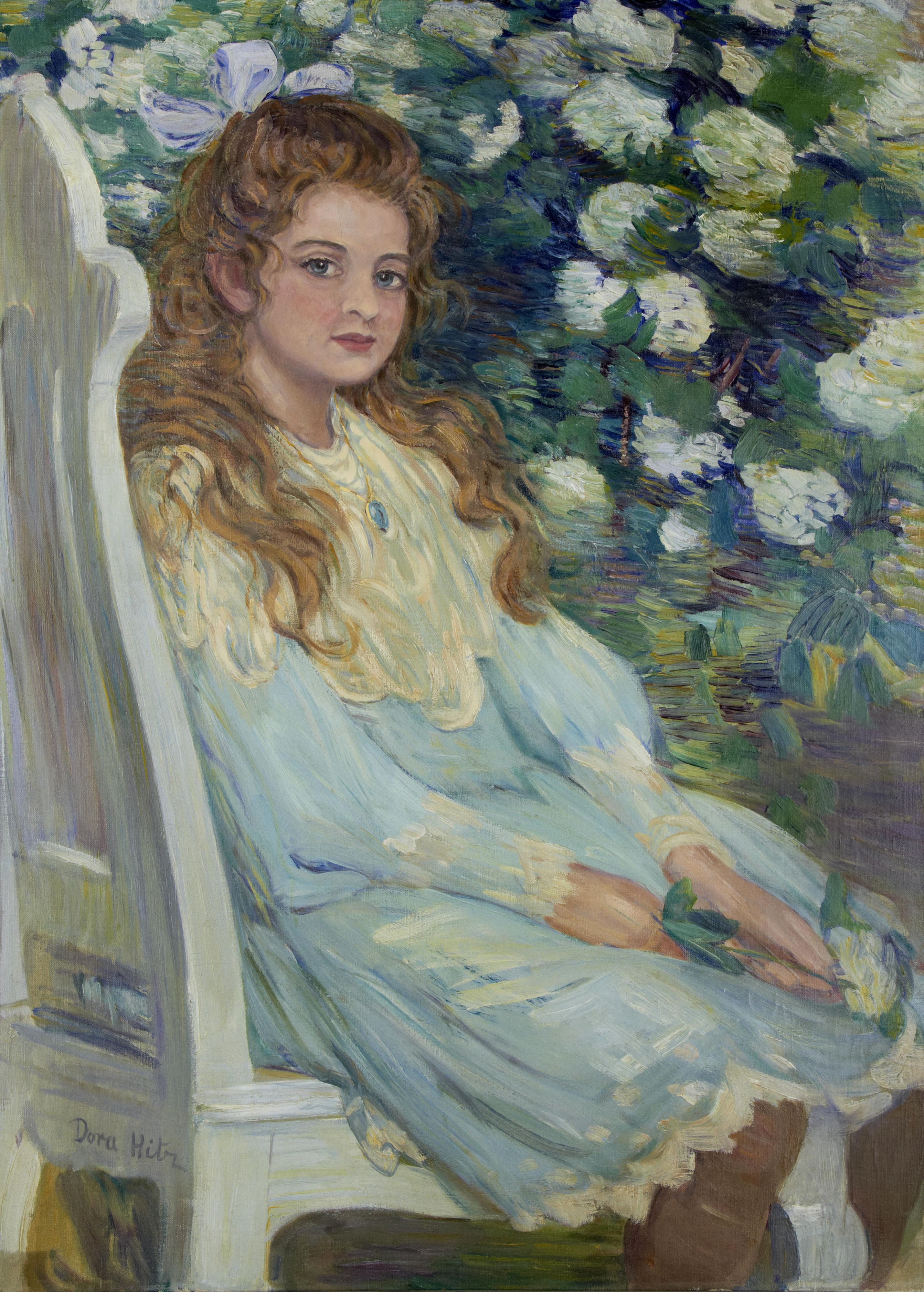
Ritratto di ragazza
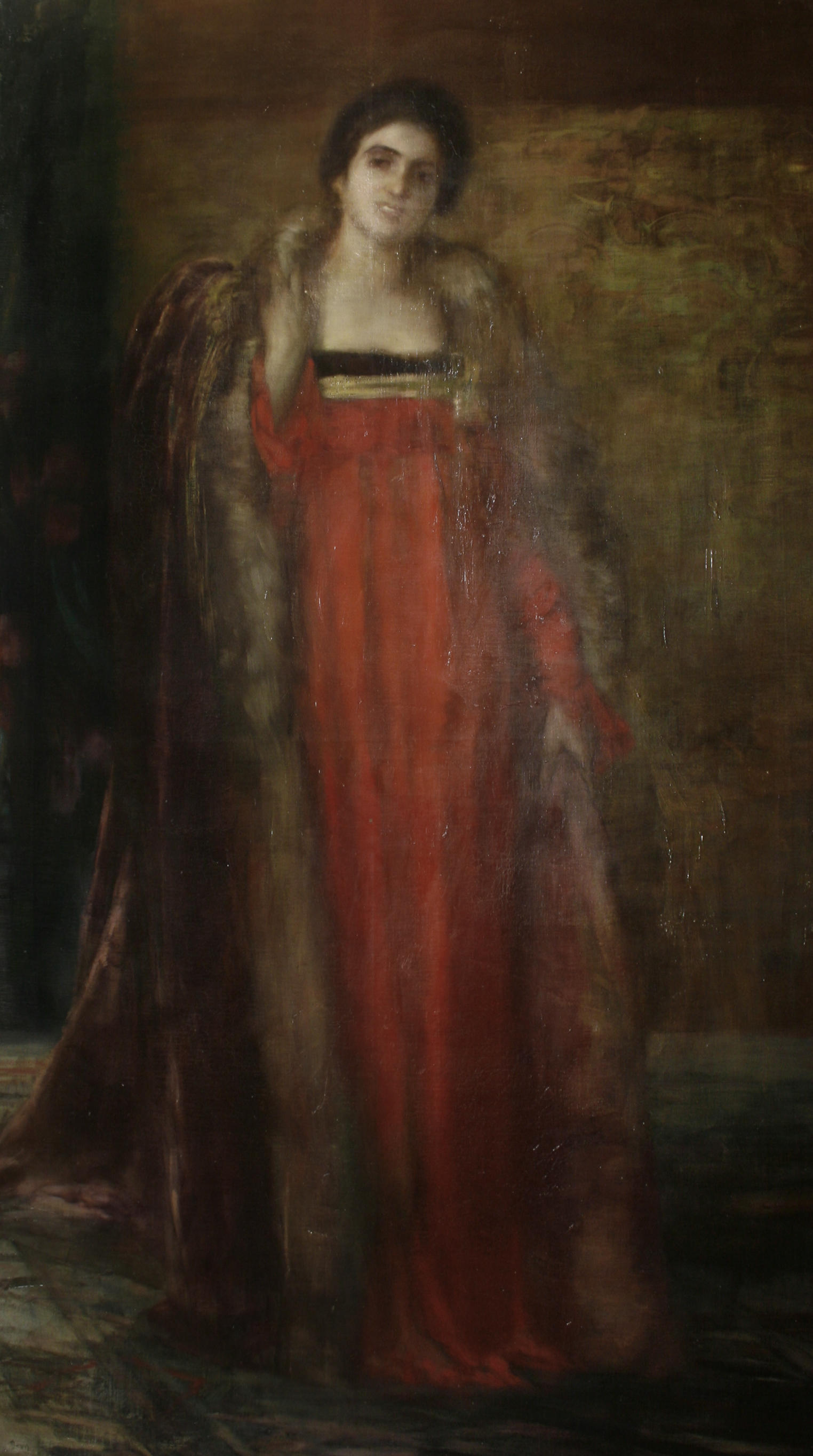
Ritratto di signora

Scene di vita campestre

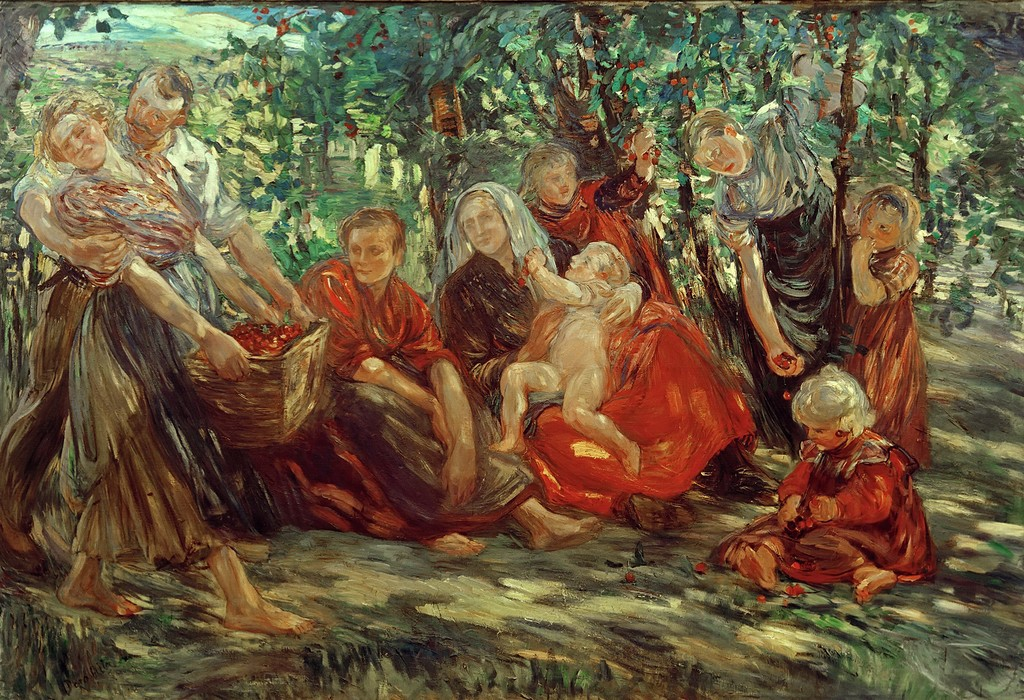
La raccolta delle ciliegie
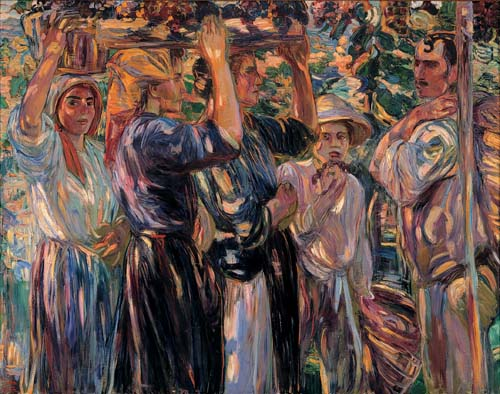
La vendemmia

## Collegamenti esterni

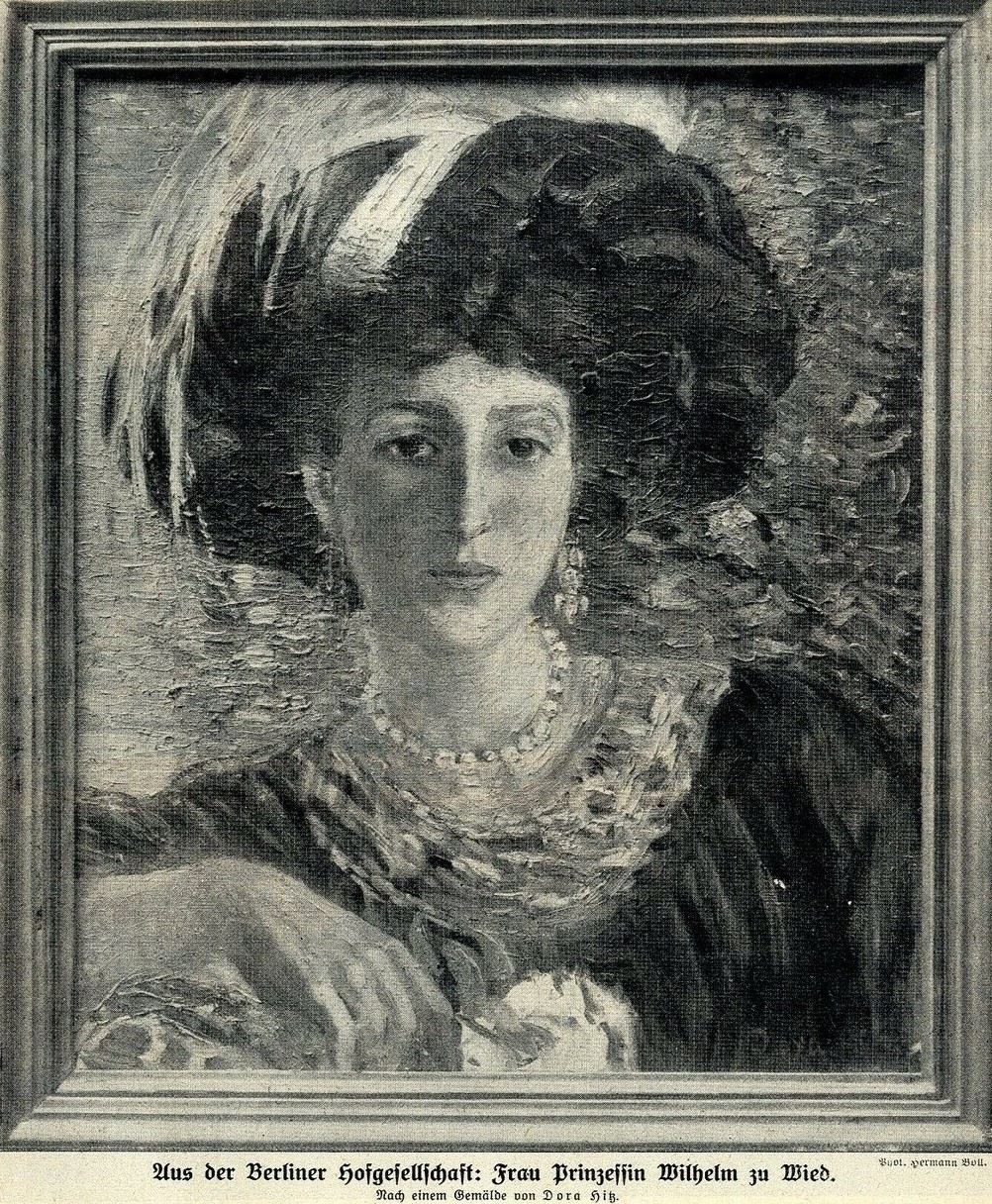
Ritratto della Principessina Guglielmina di Wied